# Старридж, Дэниел
Дэ́ниел Андре́ Ста́рридж (англ. Daniel Andre Sturridge; 1 сентября 1989, Бирмингем, Англия) — английский футболист, игравший на позиции нападающего.
В основном он играл на позиции центрального нападающего, но в «Челси» и «Ливерпуле» его использовали на правом фланге в качестве вингера. Это давало ему возможность действовать из глубины поля, обыгрывая оппонентов на привычной для себя высокой скорости, а также смещаться к центру штрафной площади соперника и наносить удары по воротам c левой ноги. Обладатель «золотого дубля» в составе «Челси» в сезоне 2009/10, когда были выиграны Премьер-лига и Кубок Англии. В 2012 году стал в составе «Челси» победителем Лиги чемпионов. В 2019 году уже в составе «Ливерпуля» стал победителем Лиги чемпионов, таким образом став первым английским футболистом выигравшем данный трофей в составе двух английских клубов.
Старридж родился и вырос в Бирмингеме, где присоединился к академии «Астон Виллы», за неё он выступал до перехода в 2002 году в «Ковентри Сити». Год спустя он подписал контракт с «Манчестер Сити». Он продолжил своё развитие в «Сити», где сыграл в двух финалах Молодёжного кубка Англии. Старридж дебютировал в основном составе клуба в сезоне 2007/08, став единственным игроком, когда-либо забивавшим в молодёжном кубке Англии, Кубке Англии и Премьер-лиге в одном сезоне. Он покинул «Сити» в 2009 году в качестве свободного агента, подписав контракт с «Челси», но не смог составить конкуренцию в имевшейся линии нападения. Во второй половине сезона 2010/11 он был отдан в аренду «Болтон Уондерерс», где в 12 матчах чемпионата забил 8 голов. Перед началом сезона 2011/12 главный тренер «Челси» Андре Виллаш-Боаш заявил о том, что он хочет видеть Старриджа в основном составе команды. В сезоне 2011/12 Дэниел провёл за «Челси» 36 матчей во всех турнирах, в которых забил 13 голов. В новом сезоне Старридж перестал попадать в состав «синих» и в январе 2013 года перешёл в «Ливерпуль». За трансфер игрока «мерсисайдцы» заплатили 12 миллионов фунтов.
Старридж представлял Англию на международной арене, начиная со сборной до 16 лет и завершая основной сборной. В молодёжной сборной Англии он провёл 15 матчей и забил четыре гола. Дебютировал в основном составе сборной Англии в товарищеском матче против сборной Швеции 15 ноября 2011 года. Летом 2012 года в составе сборной Великобритании принял участие в Олимпийских играх в Лондоне.
Дэниел происходит из футбольной семьи и является племянником футболистов Саймона и Дина Старриджей.

## Юношеская карьера
Дэниел Старридж родился в Бирмингеме и начал свою карьеру в местном клубе «Астон Вилла» в 1998 году. Затем, в 2002 году, он перешёл «Ковентри Сити» и пробыл там до 2003 года пока не присоединился к академии «Манчестер Сити» в возрасте 13 лет. Комитет Футбольной лиги предписал «Манчестер Сити» выплатить «Ковентри Сити» компенсацию в 30 000 фунтов стерлингов, с дальнейшим платежами до 200 000 фунтов стерлингов, в случае его удачного выступления за клуб и сборную. В следующем году, в розыгрыше кубкового турнира для команд до 15 лет Manchester United Premier Cup, он стал лучшим бомбардиром и игроком турнира, который «Сити» выиграл в финале у «Манчестер Юнайтед». В 16 лет он играл в молодёжном составе «Манчестер Сити», с которым дошёл в 2006 году до финала молодёжного кубка Англии. В этом розыгрыше он забил 4 гола и ещё два в финале, которых оказалось недостаточно для победы над «Ливерпулем» — по результатам двух матчей «Сити» проиграл со счётом 3:2. Тем же летом он подписал свой первый профессиональный контракт, который вступил в силу, когда ему исполнилось 17 лет.

## Клубная карьера

### «Манчестер Сити»

#### Сезон 2006/07
С начала сезона 2006/07, Старридж стал тренироваться с первой командой «Сити». За хет-трик в матче резерва он был вознагражден местом на скамейке запасных на матч основного состава в течение февраля 2007 года. Его дебют в основном составе состоялся 5 февраля 2007 года в матче против «Рединга», он вышел на замену на 15 минут вместо Йоргоса Самараса. Матч завершился со счётом 0:2 в пользу «Рединга». Второе его появление на поле произошло через месяц, но потом он получил травму бедра и выбыл до конца сезона.

#### Сезон 2007/08
Свой первый гол за «Сити» Старридж забил 27 января 2008 года в матче Кубка Англии против «Шеффилд Юнайтед», а три дня спустя он забил первый гол в Премьер-лиге, в матче против «Дерби Каунти», который он отыграл выйдя в основе. Тем не менее, играя за основную команду клуба, Старридж продолжал выступать и за молодёжный состав в молодёжном кубке Англии. В 2008 году «Сити» снова дошёл до финала, а Старридж стал лучшим бомбардиром турнира. На этот раз «Сити» выиграл кубок, обыграв в финале по результатам двух матчей «Челси» со счётом 4:2, причём Старридж в первом матче отметился голом. В сезоне 2007/08, Старридж стал единственным игроком, когда-либо забивавшим в молодёжном кубке Англии, Кубке Англии и Премьер-лиге в одном сезоне.

#### Сезон 2008/09
После 16 выступлений в Премьер-лиге сезона 2008/09 Старридж забил четыре гола и отдал три результативные передачи. В конце сезона болельщики «Сити» выбрали его лучшим Молодым игроком сезона, эту награду он посвятил своей семье и его дяде Дину.

### «Челси»
30 июня 2009 года контракт Старриджа с «Манчестер Сити» истёк, и он стал свободным агентом, а уже 3 июля «Челси» подписал с ним четырёхлетний контракт. Так как Старридж являлся игроком в возрасте до 24 лет, а обе стороны не смогли договориться о взаимовыгодной сделке, размер компенсации за игрока был определён судом. Профессиональный футбольный комитет по компенсациям 14 января 2010 года постановил «Челси» выплатить первоначальный взнос в размере 3 500 000 фунтов стерлингов с доплатами в размере 500 000 фунтов стерлингов, после каждого 10, 20, 30 и 40 выступления за клуб. Так же, было решено, что если Старридж будет вызван в основную сборную страны, то «Манчестер Сити» получит ещё 1 000 000 фунтов стерлингов, и 15 процентов от трансфера, если игрок будет продан в другой клуб. Эти условия были выполнены, когда в ноябре 2011 года он дебютировал в сборной Англии при Фабио Капелло, и когда в феврале 2013 года он был приобретён «Ливерпулем».

#### Сезон 2009/10

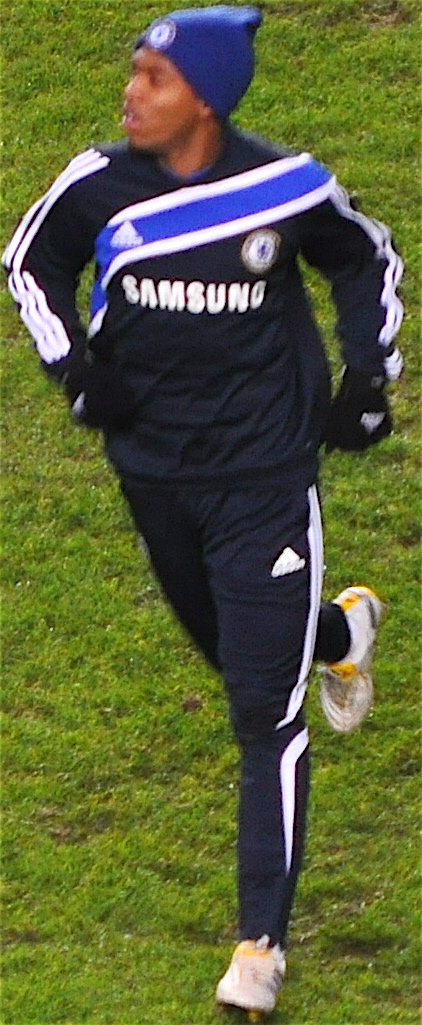
Дэниел Старридж в сезоне 2009/10.

Свой первый гол за «Челси» Старридж забил в дебютном товарищеском матче против «Сиэтл Саундерс» 18 июля 2009 года, на двенадцатой минуте матча. «Челси» выиграл матч со счётом 2:0. Старридж сыграл свой второй матч за «Челси» против бывшего тренера «синих» Жозе Моуринью, который на тот момент тренировал «Интернационале». В этом матче он заработал пенальти, который реализовал Фрэнк Лэмпард. Его дебют за «Челси» в Премьер-лиге состоялся 18 августа 2009 года, в матче против «Сандерленда», когда он вышел на замену Дидье Дрогба. 16 сентября 2009 года Старридж сделал хет-трик в игре за резервную команду против «Ипсвич Таун». 28 октября 2009 года он впервые вышел в стартовом составе клуба, это произошло в матче Кубка Футбольной лиги против «Болтон Уондерерс» на «Стэмфорд Бридж».
20 декабря 2009 года Старридж вышел на замену в первом тайме против «Вест Хэм Юнайтед» и заработал пенальти, который реализовал Фрэнк Лэмпард, а матч закончился в ничью 1:1. Первый выход в основном составе в рамках Премьер-лиги у Старриджа произошёл 26 декабря в гостях против «Бирмингем Сити». Свой первый дубль за «Челси» он забил в матче против «Уотфорда» в рамках третьего раунда Кубка Англии 3 января 2010 года. Он продолжал показывать свои бомбардирские способности, так в следующем раунде Кубка Англии против «Престон Норт Энд» 23 января 2010 года, Старридж забил свой третий гол за «Челси» в январе. 13 февраля 2010 года в пятом раунде кубка он снова поразил ворота, теперь уже «Кардифф Сити», а «Челси» выиграл 4:1. Он стал единственным игроком, который забивал в третьем, четвёртом и пятом раундах Кубка Англии того сезона.
Первый свой гол в Премьер-лиге за «Челси» Старридж забил 25 апреля 2010 года в домашней победе над «Сток Сити» со счётом 7:0 на «Стэмфорд Бридж».
В финале Кубка Англии 2010 он вышел на замену на 90 минуте, «Челси» выиграл трофей со счётом 1:0 над «Портсмутом». Старридж закончил кампанию в Кубке Англии сезона 2009/10 лучшим бомбардиром «Челси» с четырьмя голами. В том сезоне он стал обладателем «золотого дубля», выиграв в «Челси» чемпионат и Кубок Англии.

#### Сезон 2010/11
15 сентября 2010 года Старридж дебютировал в стартовом составе в рамках Лиги чемпионов УЕФА против «Жилины», в этом матче он забил свой первый мяч, а «Челси» одержал выездную победу со счётом 4:1. Свой второй гол в Лиге чемпионов УЕФА он снова забил словацкой «Жилине» в победном матче со счётом 2:1. Позже в этом же сезоне он оформил дубль в ворота «Ипсвич Таун» в рамках третьего раунда Кубка Англии 9 января 2011 года, матч завершился с разгромным счётом 7:0.

##### Аренда в «Болтон Уондерерс»
31 января 2011 года Старридж согласился присоединиться к «Болтон Уондерерс» на правах аренды до конца сезона. Он дебютировал, выйдя на замену, через два дня в домашнем матче против «Вулверхэмптон Уондерерс» и сразу же забил свой первый гол, который оказался победным. В следующем матче против «Тоттенхэм Хотспур» он забил второй гол, которого не хватило до победы, «рысаки» проиграли 1:2. В третьем матче за «Болтон Уондерерс», против «Эвертона», он забил свой третий гол и помог команде победить со счётом 2:0. Когда Старридж забил в четвёртой игре подряд гол в ворота «Ньюкасл Юнайтед», он стал шестым игроком, который забивал в первых четырёх дебютных матчах за клуб в Премьер-лиге. Старридж продолжал забивать мячи за «Болтон Уондерерс» и к окончанию аренды отличился 8 раз в 12 играх. В последней игре сезона против своего бывшего клуба «Манчестер Сити» он получил свою первую красную карточку в карьере (на 86 минуте матча), «рысаки» проиграли со счётом 0:2.

#### Сезон 2011/12

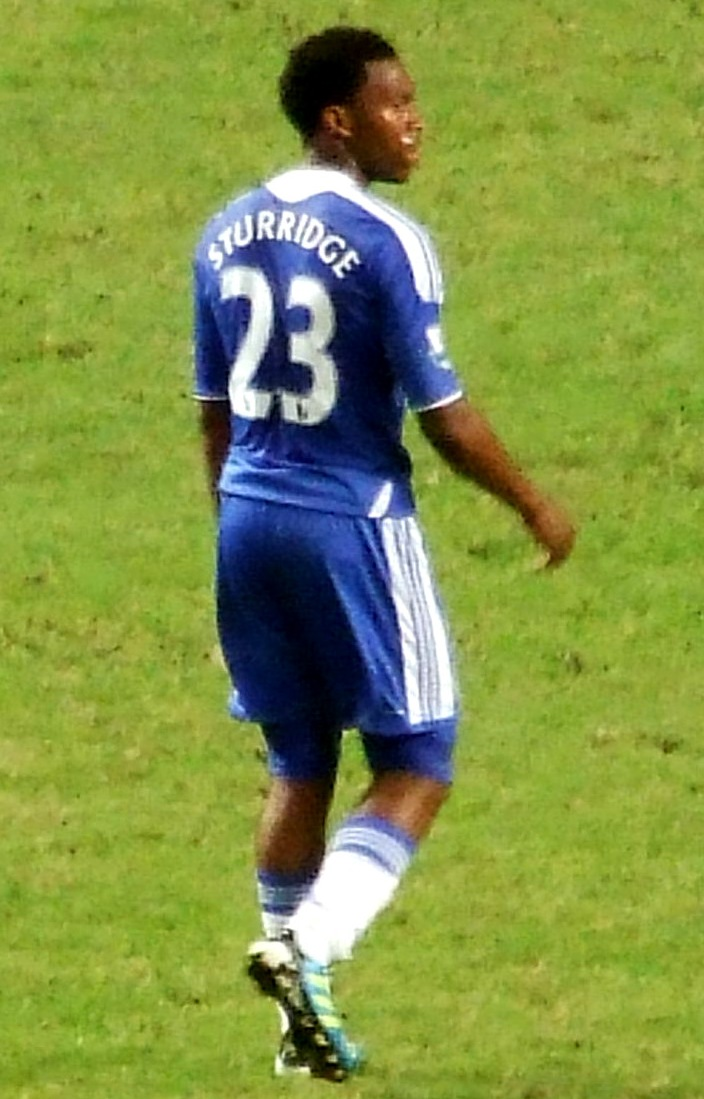
Дэниел Старридж в сезоне 2011/12.

Перед началом сезона 2011/12 Старриджу был дан шанс проявить себя, и новый тренер Андре Виллаш-Боаш был впечатлён. Во время предсезонных товарищеских матчей Старридж забил гол в ворота гонконгского клуба «Китчи» в полуфинале Barclays Asia Trophy 2011, а затем оформил дубль шотландскому «Рейнджерс» 6 августа 2011 года. Президент «Челси» Брюс Бак позже подтвердил, что если бы Старридж не впечатлил тренера в предсезонной подготовке, то он бы, вероятно, ушёл в аренду ещё раз.
Получив красную карточку в матче последнего 38 тура Премьер-лиги за «Болтон Уондерерс», Старридж был вынужден отбывать дисквалификацию в первых трёх матчах сезона 2011/12. После отбытия дисквалификации он вышел в стартовом составе на матч против «Сандерленда» на «Стэдиум оф Лайт» 10 сентября 2011 года, Старридж в этом матче отличился на 50-й минуте, забив второй гол «Челси». «Челси» выиграл этот матч со счётом 2:1. Перед матчем 7 тура Премьер-лиги против «Болтон Уондерерс» Андре Виллаш-Боаш рассказал о желании этого клуба арендовать Старриджа ещё раз, учитывая отлично проведённую аренду в прошлом сезоне:
Оуэн Койл долго пытался уговорить меня отдать Старриджа в аренду «Болтон Уондерерс». Мы разговаривали с ним 20 или 30 раз, но я сказал ему: «Точно нет». Уверен, он попытается арендовать Дэниела и в январе. Но у него нет шансов.
Старридж вернулся на «Рибок Стэдиум» 2 октября 2011 года. Он забил дважды в течение первых 30 минут, первый гол был забит на 90 секунде с углового, а второй длинным прострелом из-за штрафной, вратарь «рысаков» Адам Богдан в этой ситуации сделал ошибочный «сейв». Он также сделал голевую передачу на Фрэнка Лэмпарда, который забил гол на 15-й минуте матча, а сам матч закончился с разгромным счётом 5:1. Старридж не стал праздновать эти голы из уважения к болельщикам «Болтон Уондерерс» и тому, что благодаря аренде в этом клубе он смог пробиться в основной состав «Челси». 15 октября 2011 года Старридж забил гол в ворота «Эвертона», матч закончился со счётом 3:1, этот мяч стал для него четвёртым в четвёртой игре в рамках Премьер-лиги. 26 октября «Челси» вновь встречался с «Эвертоном», но уже в рамках четвёртого раунда Кубка Футбольной лиги на «Гудисон Парк». Дэниел вышел на поле на 85-й минуте матча, и в дополнительное время, на 116-й минуте, забил победный гол. Матч закончился со счётом 1:2 в пользу «Челси». 20 ноября 2011 года, Старридж, выйдя на замену во втором тайме в матче против «Ливерпуля», забил свой пятый гол в чемпионате, который всё же не стал победным, так как «Челси» проиграл со счётом 1:2. 26 ноября 2011 года Дэниел забил шестой гол в чемпионате в ворота «Вулверхэмптон Уондерерс», «Челси» победил 3:0. 3 декабря Старридж забил седьмой гол в ворота «Ньюкасл Юнайтед» в победе со счётом 3:0.

#### Сезон 2012/13
В новом сезоне Дэниел крепко осел на скамейке запасных, выходя на поле за несколько минут до конца матча. Первый гол в сезоне нападающий забил 20 октября в ворота «Тоттенхэма», установив окончательный счёт в матче — 4:2 в пользу «синих». 31 октября отметился забитым мячом в ворота «Манчестер Юнайтед» в матче Кубка лиги. Лишь 17 ноября Старридж появился на поле в стартовом составе матча премьер-лиги и отыграл все 90 минут против «Вест Бромвича». Малое количество игровой практики вызвали слухи о переходе Старриджа в «Ливерпуль». 23 декабря появилась информация о том, что нападающий прошёл медосмотр в «Ливерпуле».

### «Ливерпуль»

#### Сезон 2012/13

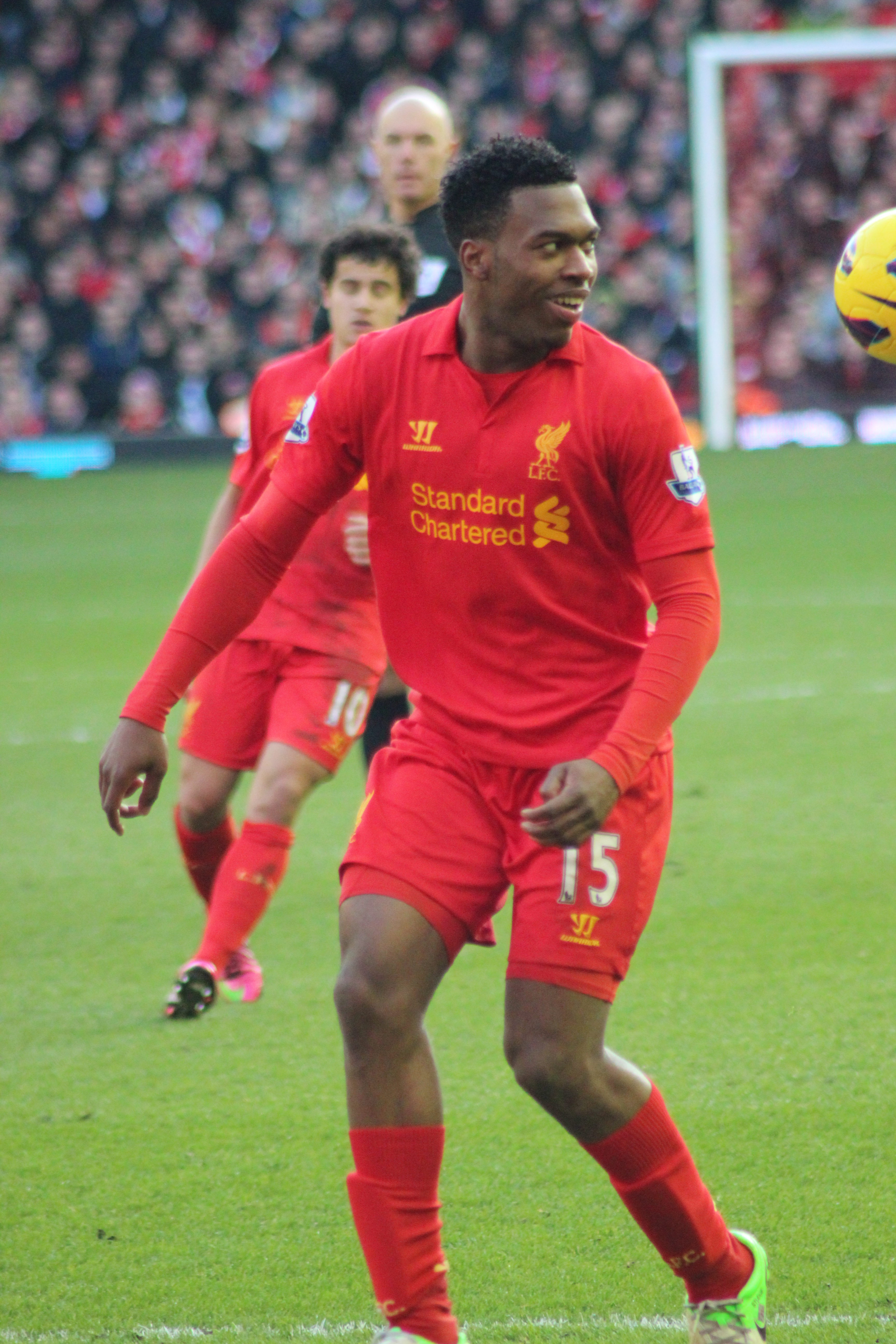
Старридж в составе «Ливерпуля» в игре против «Соунси Сити»

2 января 2013 года Старридж перешёл в мерсисайдский клуб. Футболист заявил, что хотел бы играть за «красных» как можно дольше и не собирается использовать клуб в качестве «перевалочного пункта». 6 января Дэниел провёл первый матч в составе «красных» в матче Кубка Англии против «Мансфилд Таун». В этом же матче англичанин забил первый гол за новую команду на седьмой минуте встречи. 13 января Дэниел провёл первый матч за «Ливерпуль» в рамках Премьер-лиги и отметился голом в ворота «Манчестер Юнайтед», его команда уступила 1:2. В матче с «Норвичем» забил свой 3-й мяч за «Ливерпуль». 22 апреля в матче «Ливерпуль» — «Челси» на Энфилде, Старридж вышел на поле вместо Фелипе Коутиньо и отметился своеобразным дублем в ворота бывшей команды: забил гол и сделал результативную передачу, матч закончился со счётом 2:2. 27 апреля в матче против «Ньюкасла» Старридж забил 2 мяча и сделал голевой пас. Мерсисайдцы отпраздновали победу со счётом 6:0. 12 мая 2013 года оформил свой первый хет-трик за «Ливерпуль», его команда выиграла в гостях у «Фулхэма» со счётом 3:1. По итогам первого неполного сезона в составе «Ливерпуля» Старридж забил 11 голов в 16 матчах.

#### Сезон 2013/14
Перед началом сезон Дэниел получил травму лодыжки в матче за сборную Англии и выбыл из строя на 3-4 месяца. По прогнозам врачей Старридж будет вынужден пропустить начало нового сезона, однако форвард успел восстановиться к старту чемпионата.
В стартовом матче Премьер-лиги Старридж забил единственный гол в ворота «Сток Сити» и помог «Ливерпулю» одержать первую победу в сезоне. Этот мяч стал первым в новом сезоне Премьер-лиги. В последующих двух матчах единственные голы Дэниела в матчах против «Астон Виллой» и «Манчестер Юнайтед» принесли «красным» победы. По итогам августа Старридж стал лучшим игроком месяца. 29 сентября Дэниел отметился голом и двумя результативными передачи на Луиса Суареса в игре против «Сандерленда». Матч окончился со счётом 3:1 в пользу «Ливерпуля». 23 ноября в принципиальном матче против «Эвертона» Старридж, забив гол в концовке матча, принёс «красным» ничью — 3:3. В конце ноября Дэниел получил травму лодыжки на тренировке команды и выбыл из строя на 6-8 недель.
По результатам сезона Старридж стал вторым бомбардиром Премьер-лиги, забив 21 мяч. Их связка с Луисом Суаресом, получившая название SAS (Suarez and Sturridge), стала одной из сильнейших в мире.

#### Сезон 2014/15
В этом сезоне Старридж сыграл за «Ливерпуль» только в 18 матчах во всех турнирах. Главной причиной этому стали постоянные травмы игрока. Из-за полученной в начала сентября 2014 года травмы, Даниэль смог оправиться только в конце января 2015 года. В апреле Даниэль получил очередную травму, которая выбила его из строя до сентября.

#### Сезон 2015/16
Пропустив начало сезона из-за травмы Старридж вышел на замену 20 сентября в поединке против «Норвича» (1:1). Через неделю Даниэль вышел в основном составе на матч против «Астон Виллы» (3:2), где смог сделать дубль, который принёс победу «красным». В октябре у форварда вновь начались проблемы со здоровьем, из-за чего он пропустил четыре месяца, и набрал оптимальную форму только в начале февраля 2016 года. В конце февраля Старридж принял участие в финале Кубка Лиги против «Манчестер Сити».

#### Сезон 2016/17
В сезоне 2016/17 годов Старридж не всегда попадал в основной состав своего клуба и все чаще выходил на замену, играя роль второстепенного форварда, которого задействовали в матчах Кубка Англии. За весь сезона Даниэль сыграл в английской премьер-лиге только 20 матчей, 13 из которых он начинал на скамейке запасных. Главный тренер команды Юрген Клопп, перестал верить в Старриджа, предпочтя ему бразильца Фирмино.

#### Сезон 2017/18
В первой части сезона, в рамках премьер-лиги, Старридж появился в основном составе лишь пять раз. В девяти поединках игрок сборной Англии смог забить только два гола. В матчах Лиги чемпионов Даниэль выходил на поле пять раз, но каждый раз со скамейки запасных, проведя на поле только 83 минуты.
29 января 2018 года было объявлено о переходе Старриджа в английский клуб «Вест Бромвич» на правах аренды.

#### Сезон 2018/19
В новом сезоне Старридж, преимущественно выходя на замену, провел за Ливерпуль 27 матчей во всех соревнованиях и забил 4 гола. Контракт футболиста с «Ливерпулем» завершился после окончания сезона 2018/19, в котором команда выиграла Лигу Чемпионов. Соглашение не было продлено и Старридж покинул команду.

### «Трабзонспор»

#### Сезон 2019/20
В августе 2019 года Старридж перешёл в «Трабзонспор» на правах свободного агента в связи с окончанием контракта с Ливерпулем. Контракт подписан по схеме 2+1. Из-за многочисленных травм за турецкий клуб Дэниэл успел провести 16 матчей во всех соревнованиях и забил 7 голов. В марте 2020 года стало известно об отстранении Старриджа от любой деятельности, связанной с футболом до 17 июня 2020 года в связи с нарушением правил о ставках, сообщается на официальном сайте Футбольной ассоциации Англии.
В июле 2019 года Футбольная ассоциация Англии признала футболиста виновным и дисквалифицировала его на шесть недель, четыре из которых являются условным сроком, а также оштрафовала на £ 75 тыс. (€ 83,5 тыс.).
Апелляционная комиссия организации пересмотрела решение и доказала два дополнительных эпизода нарушения правил, которые ранее были отклонены. Таким образом, наказание Старриджа было ужесточено. Помимо отстранения форвард будет обязан выплатить £ 150 тыс. (около € 170 тыс.) в виде штрафа.
Расследование установило, что в январе 2018 года Старридж попросил своего брата Леона сделать ставку на его переход в «Севилью», сообщив ему информацию о переговорах. В итоге, вместо переезда в Испанию, форвард отправился в краткосрочную аренду в «Вест Бромвич Альбион». В связи с вынесенным наказанием, Старридж покинул «Трабзонспор» свободным агентом.

### «Перт Глори»
1 октября 2021 года клуб австралийской А-лиги «Перт Глори» объявил о подписании контракта со Старриджем на сезон 2021/22. Футболист приступил к тренировкам в середине ноября из-за проблем с физической формой. 24 ноября Старридж дебютировал в составе новой команды, выйдя на замену на 84-й минуте игры с «Аделаида Юнайтед». 23 февраля 2022 года Дэниэл получил травму паха в матче с клубом «Макартур». 3 июня Дэниэл Старридж покинул клуб, записав на свой счет 6 безрезультативных матчей.

## В сборной

### Молодёжный уровень
Старридж представлял Англию на молодёжном уровне начиная со сборной до 16 лет и заканчивая молодёжной сборной Англии. В составе молодёжной сборной он принимал участие на Чемпионате Европы среди молодёжных команд в 2011 году. По итогам турнира Дэниел попал в символическую сборную чемпионата Европы 2011 года по версии УЕФА.

### Старший уровень
6 ноября 2011 года Старридж был впервые вызван в основную сборную Англии на товарищеский матч против сборных Испании и Швеции. Он был на скамейке запасных в победном матче против сборной Испании со счётом 1:0, но Фабио Капелло пообещал, что Старридж будет играть в следующей игре против сборной Швеции. Дебютировал в основном составе сборной Англии в товарищеском матче против сборной Швеции 15 ноября 2011 года, выйдя на замену Тео Уолкотту на 58-й минуте. Матч закончился победой сборной Англии со счётом 1:0.
8 октября 2016-го в рамках отбора на чемпионат мира 2018 года в домашней игре сборной Англии против Мальты Старридж забил 100-й гол в своей футбольной карьере.

## Стиль игры
Старридж — универсальный футболист. За время, проведённое в профессиональном футболе, Дэниел сыграл практически на всех позициях в нападении. В начале своей карьеры в «Манчестер Сити» и «Челси» он играл на позициях центрального нападающего. После прихода в «Челси» нового главного тренера Андре Виллаша-Боаша Старридж стал играть на позиции правого вингера. Дэниел известен своим хорошим пасом, дриблингом и мощными длинными прострелами. Андре Виллаш-Боаш сравнил его с бразильским нападающим «Порту» Халком. Он сказал: 
Я не знаю, как будет развиваться карьера Дэниэла, но у него природная предрасположенность к игре справа. Он предоставляет мне больше возможностей в этой роли, как было у меня с Халком на этой же позиции в «Порту» в прошлом году. Я использую Дэниэла справа, поскольку он активно играет левой ногой и каждый раз может решать, останется ли тут или пойдет глубже. Самое лучшее в этом то, что он создает непредсказуемые моменты, переходя вдруг на правую ногу или меняя скорость.

## Статистика выступлений

### Клубная статистика
| Выступление          | Выступление      | Выступление      | Лига | Лига | Кубок страны | Кубок страны | Кубок лиги | Кубок лиги | Еврокубки | Еврокубки | Итого | Итого |
| Клуб                 | Лига             | Сезон            | Игры | Голы | Игры         | Голы         | Игры       | Голы       | Игры      | Голы      | Игры  | Голы  |
| -------------------- | ---------------- | ---------------- | ---- | ---- | ------------ | ------------ | ---------- | ---------- | --------- | --------- | ----- | ----- |
| Манчестер Сити       | Премьер-лига     | 2006/07          | 2    | 0    | 0            | 0            | 0          | 0          | —         | —         | 2     | 0     |
| Манчестер Сити       | Премьер-лига     | 2007/08          | 3    | 1    | 1            | 1            | 0          | 0          | —         | —         | 4     | 2     |
| Манчестер Сити       | Премьер-лига     | 2008/09          | 16   | 4    | 1            | 0            | 1          | 0          | 8         | 0         | 26    | 4     |
| Манчестер Сити       | Итого            | Итого            | 21   | 5    | 2            | 1            | 1          | 0          | 8         | 0         | 32    | 6     |
| Челси                | Премьер-лига     | 2009/10          | 13   | 1    | 4            | 4            | 1          | 0          | 2         | 0         | 20    | 5     |
| Челси                | Премьер-лига     | 2010/11          | 13   | 0    | 1            | 2            | 1          | 0          | 5         | 2         | 20    | 4     |
| Болтон Уондерерс     | Премьер-лига     | 2010/11          | 12   | 8    | —            | —            | —          | —          | —         | —         | 12    | 8     |
| Челси                | Премьер-лига     | 2011/12          | 23   | 11   | 4            | 1            | 2          | 1          | 7         | 0         | 36    | 13    |
| Челси                | Премьер-лига     | 2012/13          | 7    | 1    | 0            | 0            | 1          | 1          | 2         | 0         | 10    | 2     |
| Челси                | Итого            | Итого            | 56   | 13   | 9            | 7            | 5          | 2          | 16        | 2         | 86    | 24    |
| Ливерпуль            | Премьер-лига     | 2012/13          | 14   | 10   | 2            | 1            | 0          | 0          | 0         | 0         | 16    | 11    |
| Ливерпуль            | Премьер-лига     | 2013/14          | 29   | 22   | 2            | 1            | 2          | 2          | 0         | 0         | 33    | 25    |
| Ливерпуль            | Премьер-лига     | 2014/15          | 12   | 4    | 4            | 1            | 0          | 0          | 2         | 0         | 18    | 5     |
| Ливерпуль            | Премьер-лига     | 2015/16          | 14   | 8    | 1            | 0            | 2          | 2          | 8         | 3         | 25    | 13    |
| Ливерпуль            | Премьер-лига     | 2016/17          | 20   | 3    | 3            | 0            | 4          | 4          | —         | —         | 27    | 7     |
| Ливерпуль            | Премьер-лига     | 2017/18          | 9    | 2    | —            | —            | —          | —          | 5         | 1         | 14    | 3     |
| Ливерпуль            | Премьер-лига     | 2018/19          | 10   | 2    | —            | —            | 1          | 1          | 5         | 1         | 16    | 4     |
| Ливерпуль            | Итого            | Итого            | 108  | 51   | 12           | 3            | 9          | 9          | 20        | 5         | 149   | 68    |
| Вест Бромвич Альбион | Премьер-лига     | 2017/18          | 6    | 0    | —            | —            | —          | —          | —         | —         | 6     | 0     |
| Всего за карьеру     | Всего за карьеру | Всего за карьеру | 203  | 77   | 23           | 11           | 15         | 11         | 44        | 7         | 285   | 106   |

1 матч в Суперкубке Англии в этой таблице не учтён. 

1 матч в Суперкубок УЕФА в этой таблице не учтён

### Статистика в сборной
| Сборная          | Сезон            | Товарищеские | Товарищеские | Турниры | Турниры | Всего | Всего |
| Сборная          | Сезон            | Игры         | Голы         | Игры    | Голы    | Игры  | Голы  |
| ---------------- | ---------------- | ------------ | ------------ | ------- | ------- | ----- | ----- |
| Англия           | 2011             | 1            | 0            | 0       | 0       | 1     | 0     |
| Англия           | 2012             | 2            | 0            | 1       | 0       | 3     | 0     |
| Англия           | 2013             | 2            | 0            | 3       | 2       | 5     | 2     |
| Англия           | 2014             | 4            | 2            | 3       | 1       | 7     | 3     |
| Англия           | 2016             | 2            | 0            | 7       | 3       | 9     | 3     |
| Англия           | 2017             | 0            | 0            | 1       | 0       | 1     | 0     |
| Всего за карьеру | Всего за карьеру | 11           | 2            | 15      | 6       | 26    | 8     |

### Матчи и голы за сборную
| Матчи и голы Дэниела Старриджа за сборную Англии | Матчи и голы Дэниела Старриджа за сборную Англии | Матчи и голы Дэниела Старриджа за сборную Англии | Матчи и голы Дэниела Старриджа за сборную Англии | Матчи и голы Дэниела Старриджа за сборную Англии | Матчи и голы Дэниела Старриджа за сборную Англии |
| №                                                | Дата                                             | Оппонент                                         | Счёт                                             | Голы Старриджа                                   | Соревнование                                     |
| ------------------------------------------------ | ------------------------------------------------ | ------------------------------------------------ | ------------------------------------------------ | ------------------------------------------------ | ------------------------------------------------ |
| 1                                                | 15 ноября 2011                                   | Швеция                                           | 1 : 0                                            | —                                                | Товарищеский матч                                |
| 2                                                | 29 февраля 2012                                  | Нидерланды                                       | 2 : 3                                            | —                                                | Товарищеский матч                                |
| 3                                                | 11 сентября 2012                                 | Украина                                          | 1 : 1                                            | —                                                | Отборочные матчи ЧМ-2014                         |
| 4                                                | 14 ноября 2012                                   | Швеция                                           | 2 : 4                                            | —                                                | Товарищеский матч                                |
| 5                                                | 22 марта 2013                                    | Сан-Марино                                       | 8 : 0                                            | 1                                                | Отборочные матчи ЧМ-2014                         |
| 6                                                | 29 мая 2013                                      | Ирландия                                         | 1 : 1                                            | —                                                | Товарищеский матч                                |
| 7                                                | 11 октября 2013                                  | Черногория                                       | 4 : 1                                            | 1                                                | Отборочные матчи ЧМ-2014                         |
| 8                                                | 15 октября 2013                                  | Польша                                           | 2 : 0                                            | —                                                | Отборочные матчи ЧМ-2014                         |
| 9                                                | 19 ноября 2013                                   | Германия                                         | 0 : 1                                            | —                                                | Товарищеский матч                                |
| 10                                               | 5 марта 2014                                     | Дания                                            | 1 : 0                                            | 1                                                | Товарищеский матч                                |
| 11                                               | 30 мая 2014                                      | Перу                                             | 3 : 0                                            | 1                                                | Товарищеский матч                                |
| 12                                               | 7 июня 2014                                      | Гондурас                                         | 0 : 0                                            | —                                                | Товарищеский матч                                |
| 13                                               | 14 июня 2014                                     | Италия                                           | 1 : 2                                            | 1                                                | ЧМ-2014. Групповая стадия                        |
| 14                                               | 19 июня 2014                                     | Уругвай                                          | 1 : 2                                            | —                                                | ЧМ-2014. Групповая стадия                        |
| 15                                               | 24 июня 2014                                     | Коста-Рика                                       | 0 : 0                                            | —                                                | ЧМ-2014. Групповая стадия                        |
| 16                                               | 3 сентября 2014                                  | Норвегия                                         | 1 : 0                                            | —                                                | Товарищеский матч                                |
| 17                                               | 29 марта 2016                                    | Нидерланды                                       | 1 : 2                                            | —                                                | Товарищеский матч                                |
| 18                                               | 2 июня 2016                                      | Португалия                                       | 1 : 0                                            | —                                                | Товарищеский матч                                |
| 19                                               | 16 июня 2016                                     | Уэльс                                            | 2 : 1                                            | 1                                                | ЧЕ-2016. Групповая стадия                        |
| 20                                               | 20 июня 2016                                     | Словакия                                         | 0 : 0                                            | -                                                | ЧЕ-2016. Групповая стадия                        |
| 21                                               | 27 июня 2016                                     | Исландия                                         | 1 : 2                                            | -                                                | ЧЕ-2016. 1/8 финала                              |
| 22                                               | 4 сентября 2016                                  | Словакия                                         | 1 : 0                                            | -                                                | Отборочный матч ЧМ-2018                          |
| 23                                               | 8 октября 2016                                   | Мальта                                           | 2 : 0                                            | 1                                                | Отборочный матч ЧМ-2018                          |
| 24                                               | 11 октября 2016                                  | Словения                                         | 0 : 0                                            | -                                                | Отборочный матч ЧМ-2018                          |
| 25                                               | 11 ноября 2016                                   | Шотландия                                        | 3 : 0                                            | 1                                                | Отборочный матч ЧМ-2018                          |
| 26                                               | 8 октября 2017                                   | Литва                                            | 1 : 0                                            | -                                                | Отборочный матч ЧМ-2018                          |

Итого: 26 матчей / 8 забитых мячей; 13 побед, 6 ничьих, 7 поражений.

## Достижения
Командные
«Манчестер Сити»
- Обладатель Молодёжного кубка Англии: 2008

«Челси»
- Чемпион Премьер-лиги: 2009/10
- Обладатель Кубка Англии (2): 2009/10, 2011/12
- Победитель Лиги чемпионов УЕФА: 2011/12

«Ливерпуль»
- Победитель Лиги чемпионов УЕФА: 2018/19

Личные
- Команда года по версии ПФА: 2013/14
- Игрок месяца английской Премьер-лиги (2): август 2013, февраль 2014
- Лучший молодой игрок «Манчестер Сити»: 2009
- Автор лучшего гола месяца английской Премьер-лиги: сентябрь 2018

## Скандалы
В марте 2020 Даниэль Старридж признан виновным в передаче инсайдерской информации для ставок своим родственникам и дисквалифицирован на 3 месяца.